# Gornja Bioča (Hadžići, BiH)
Gornja Bioča je naselje u općini Hadžići, Federacija BiH, BiH.

## Stanovništvo
Nacionalni sastav stanovništva 1991. godine, bio je sljedeći:
ukupno: 381
- Bošnjaci - 312 (81,88%)
- Srbi - 68 (17,84%)
- ostali, neopredijeljeni i nepoznato - 1 (0,28%)